# Amnéville
Amnéville település Franciaországban, Moselle megyében. Lakosainak száma 10 853 fő (2022. január 1.). Amnéville Gandrange, Hagondange, Marange-Silvange, Mondelange, Montois-la-Montagne, Moyeuvre-Grande, Pierrevillers, Richemont, Rombas, Roncourt és Vitry-sur-Orne községekkel határos.

## Népesség
A település népességének változása:
| Lakosok száma | 7878 | 8951 | 8926 | 10 172 | 10 235 | 10 657 | 10 416 | 10 416 | 10 668 | 10 853 |
|               | 1968 | 1982 | 1990 | 2006   | 2013   | 2015   | 2017   | 2019   | 2020   | 2022   |

## Híres szülöttjei
- Patrick Battiston (1957–) Európa-bajnok labdarúgó